# Marvika
Marvika est un quartier de la commune de Kristiansand, situé dans le comté d'Agder (anciennement Vest-Agder) en Norvège. La distance entre Marvika et Kristiansand, la capitale régionale du comté d’Agder, est d’environ 2,2 km à vol d’oiseau. Le quartier est situé dans la partie sud-est de l’arrondissement de Lund et du district de Gimlekollen. Le quartier d’Oddemarka se trouve au nord-ouest de Marvika. Marvika se trouve à proximité du quartier de Valhalla, ainsi que de la localité de Gleodden. 
Marvika était autrefois le site de la base navale norvégienne Marvika orlogsstasjon ainsi que de la batterie de canons de Gleodden qui était subordonnée à la forteresse voisine d’Odderøya.
Sør Arena, l’actuel stade de football de l’IK Start, est situé dans l’ancienne zone militaire.
Le nom Marvika vient de la crique de Marviksbukta le long du Topdalsfjorden, qui est un endroit populaire en été pour les résidents et les touristes. Il y a aussi un grand rivage à Marviksbukta. La possibilité d’installer des équipements de refroidissement d’été pour le stade IK Start en utilisant l’eau profonde et fraîche de la Marviksbukta est à l’étude.
Il y a une école primaire à Marvika, l’école commémorative Frank Wild. Marvika est principalement constitué de grandes maisons blanches. Il y a une zone industrielle à Marvika, desservant la majeure partie de Lund avec une gamme de magasins de détail et d’autres services locaux.
Les bâtiments le long du port portent encore l’empreinte de l’époque où il servait de base navale. La base navale de Marvika a été fermée le 1er août 2002. Cependant, les bâtiments contiennent aujourd’hui des bureaux pour différentes institutions culturelles et une base pour les secours en mer.

## Galerie

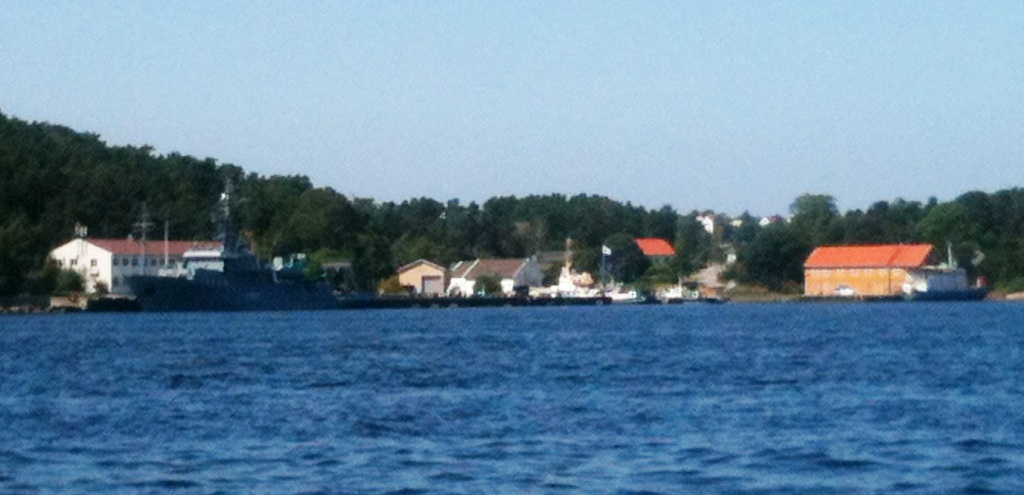
L'ancienne base navale.
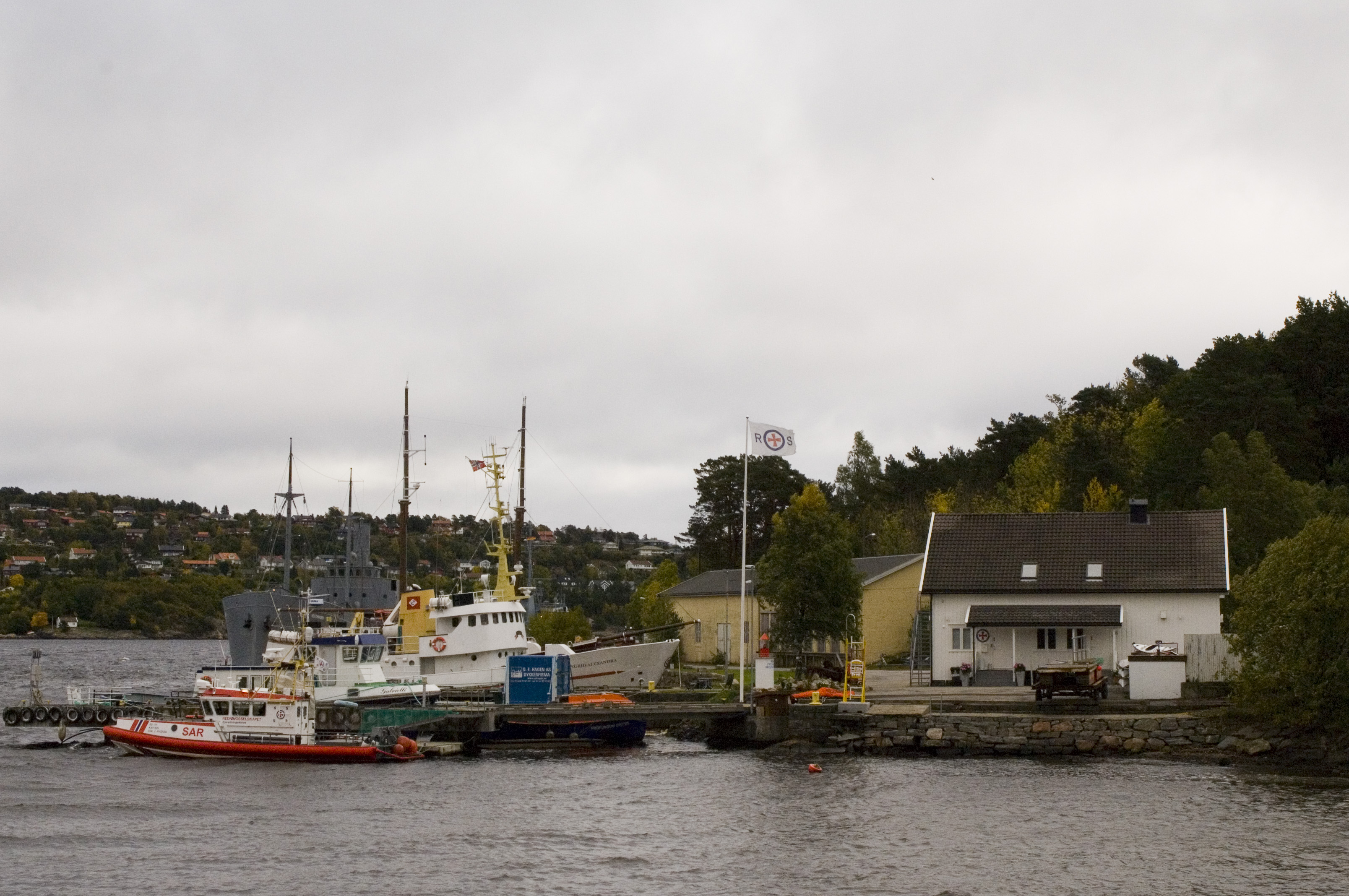
La base SAR de Norsk Selskab til Skibbrudnes Redning.
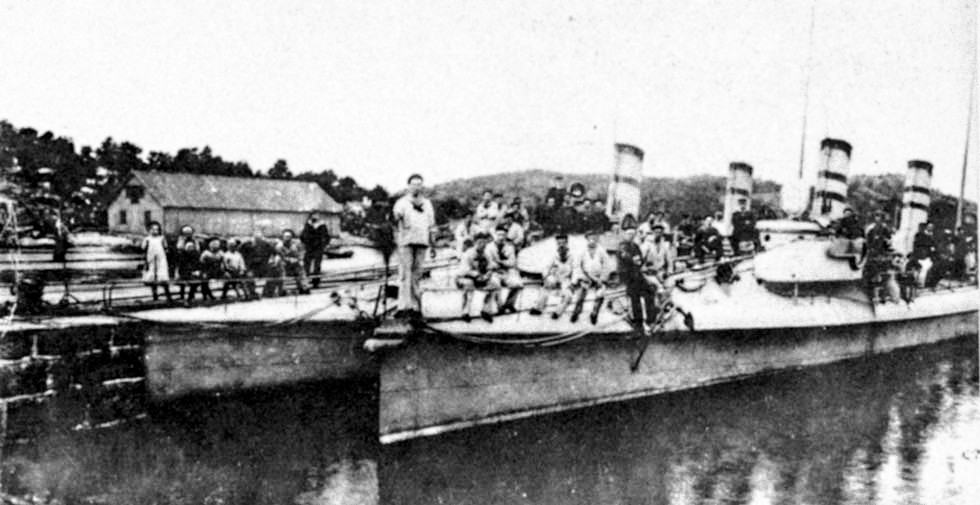
Des navires de la marine norvégienne dans la base navale en 1903.